# 慕尼黑-帕辛车站
慕尼黑帕辛车站（德語：Bahnhof München-Pasing）是德国铁路设于慕尼黑西部街区帕辛境内的一座长途车站，其9条到发线和5条无月台的越行线以东南往西北向通过车站。车站西侧是一座为慕尼黑火车总站提供列车整备的整备站，东侧则是一座货运站。车站周边区域有40万居民并且每日有逾8.5万人次的常旅客在此乘降，也有约4万人次使用者经行人隧道到来，将之作为社区连接使用。

## 历史

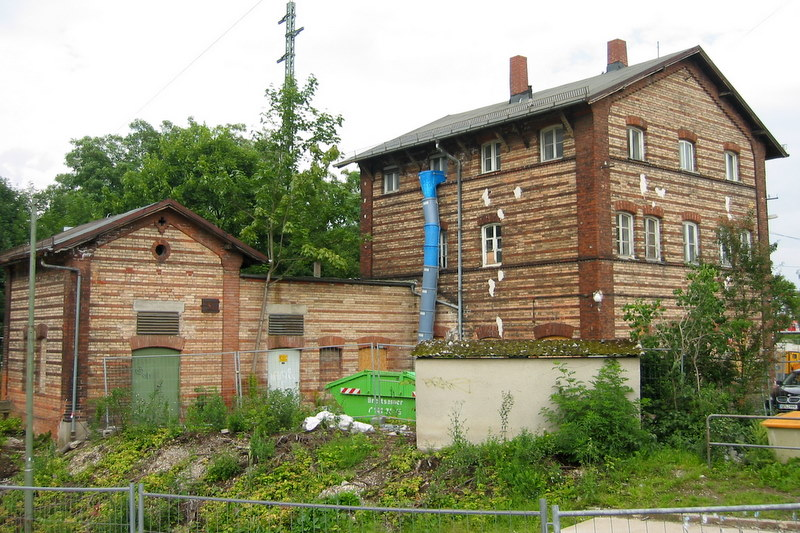
老帕辛车站，2008年

在慕尼黑-奥格斯堡铁路公司于1839年建成慕尼黑－奥格斯堡铁路的首个路段（至洛赫豪森）后，位于慕尼黑西部边缘的市镇帕辛也随着线路从洛赫豪森向奥格斯堡的延伸而于1840年10月7日获得了一座由两栋木结构房屋组成的乘降所。1847年，帕辛在轨道设施的南部建成了一座由弗里德里希·比尔克莱因设计的砖石结构车站大楼。这是在2011年重新修葺，并被认为是“慕尼黑原中央车站的微缩复制品”。比尔克莱因同样也是慕尼黑中央车站、马克西米利安纪念馆以及马克西米利安大街上砖石建筑的设计者。这一车站大楼，作为带有两个侧翼和一个候车厅的两层楼高建筑，是上巴伐利亚现存最古老的铁路站房。直至1854年5月21日，当通往施塔恩贝格的铁路开通，并且需要在帕辛与通往洛赫豪森的线路分离后，其乘降所地位才被升格为车站。

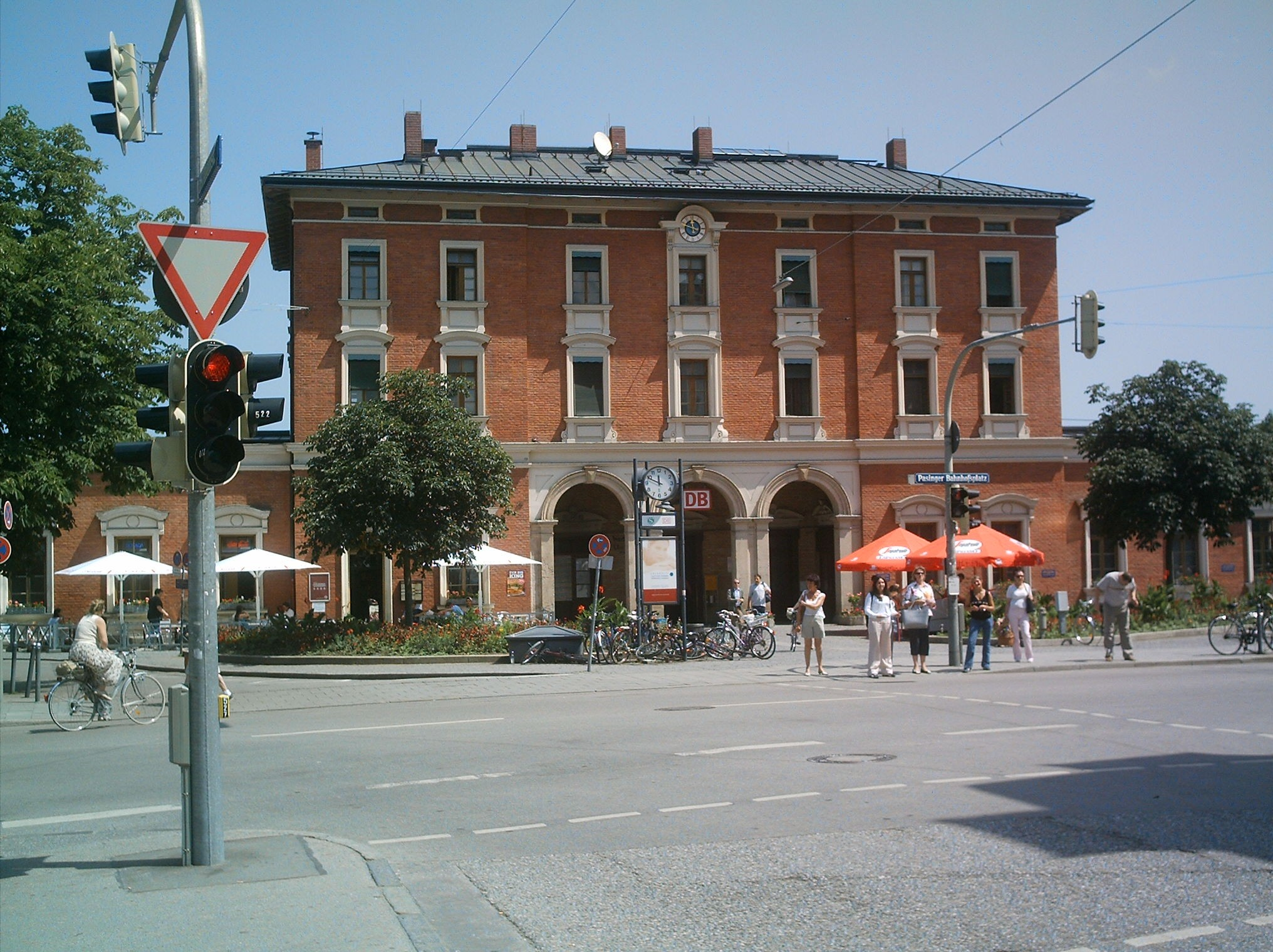
车站大楼南侧(2006年)

不久以后，另一条从慕尼黑向西通往布赫洛厄的铁路也开始建设，同时由于当地市镇强劲的发展速度，使得帕辛车站不得不在1873年将股道增加至6条，并配备25间候车室。与之相随建设是一座全新、更大的车站大楼。这座至今仍在使用并受到文物保护的车站大楼是由格奥尔格·弗里德里希·赛德尔所设计，它位于原“比尔克莱因车站”以西约100米，自1873年5月1日起正式对公众开放。此外在铁路的北侧还建有一座货棚。
由于拥有通往慕尼黑周边城市的便利交通，以及地处四条铁路线（最后一条通往黑尔兴的铁路于1903年加入）的分岔点位置，使得帕辛迅速发展成为一个郊游出行的热门目的地，同时车站也成为一个重要的交通枢纽。早在1874年，帕辛车站便已售出64842张车票，而至1900年的世纪之交，这一数字已超过百万。根据1905年1月1日的城市统计，在车程仅需12分钟的帕辛至慕尼黑火车总站区间，平均每隔7分半钟便有一班列车发出，这一密度已接近如今的城市快铁服务。而当时要将帕辛打造为慕尼黑西部的“学校城”也直接提升了交通流量。到1900年前后，一座货运站在客运站的东侧落成。在1916年至1927年间，经过帕辛车站的铁路线也相继实现电气化。
在纳粹政权上台后，帕辛于1938年被兼并至慕尼黑，而车站也于同年10月1日获得了新的官方名称“慕尼黑帕辛”。根据国家铁路建设管理局针对慕尼黑铁路设施改造的长远规划，慕尼黑火车总站应转变为一座通过站搬迁至弗里登海默桥上，并为此建造一条连接斯塔修斯至帕辛的林荫大道。但由于战争的爆发，只有一座整备站和闭塞站在当时也被称为“西站”的帕辛车站西侧建立，以及其它一些小型的工程建筑得到执行。而在这一时期提出的慕尼黑城市快铁系统的设想直到战争结束近30年后才得以实施。
在1951年至1958年间，作为容量进一步大幅扩张的一部分，轨道场整体向北移动了约60米并抬高约2米。旧的月台被移除或替换。位于车站区域的行人隧道也进行翻新，轨道场的西部地下则建立了一条配备升降机、通往月台的行包隧道。车站大楼自此与轨道设施分离。此外，在1954年至1957年期间，帕辛车站原有的6台扳道机被西门子与哈尔斯克公司生产的一个中继信号所所替代。仅此项改造便花费3400万德国马克。最后的改造是在1959年，将通往奥格斯堡的铁路线抽出采取不交叉的立体交汇设计，使得车站至奥格斯堡铁路之间的进出以及在车站西侧形成的整备站可以相互独立通行。
1972年5月28日，在慕尼黑夏季奥林匹克运动会开幕的数月前，慕尼黑城市快铁投入正常运营。为此，帕辛车站作为四条快铁线路的分岔点并成为新城市快铁网络的重要枢纽，从而对轨道场进行了进一步改造。通往西十字的铁路线（现S6及S8线）可与通往奥宾（S4线）和通往洛赫豪森（S3线）的路线以立体方式穿行。
除了城市快铁外，还有大量短途列车和长途列车停靠帕辛。虽然城际列车（Intercity，简称IC）最初仅在繁忙时间于帕辛车站办理乘降，但自1991年的运行图调整开始，帕辛已升级为正式的IC系统站点。自1992年起，帕辛通过S8线以20分钟的发车间隔与慕尼黑机场直接相连。

## 现状
帕辛车站如今以日均发送85000名旅客的数量而成为巴伐利亚州的第四大铁路车站。大部分的区域列车和长途列车，包括由德国铁路发往奥格斯堡、布赫洛厄和图青的许多ICE和IC班次，以及由alex发往林道和奥伯斯多夫的列车班次都会停靠帕辛，并且形成一个时刻表为.00和.30的钟面交点。

### 铁路设施
轨道设施的南侧是自1873年以来仍在使用的车站大楼，它包含有铁路管理办公室、一个德铁旅游中心、一个服务点（德铁服务中心）和一个快餐店。紧邻北侧的则是一幢平坦的、礼堂状的建筑，即所谓的“武姆河谷之穹（Würmtaldächer）”。其顶棚是以最初用作月台大堂支承的铸铁条所覆盖，并内置有售票处、书店和其它餐饮场所。在这里有一条斜坡通往轨道下方的隧道，通过后者则可抵达月台。轨道是从南至北进行编号，自电子信号所于2011年8月16日投入运行后，编号会以2道开始，而在此之前，所有轨道都是使用前一位数的编号。3道至10道的中部月台以及2道的侧式月台可以从主隧道通过楼梯抵达；此外5/6道、7/8道和9/10道的月台还可通过升降机抵达。在车站北侧则有一条下穿无月台轨道的隧道可通过小楼梯连接至奥古斯特·埃克斯特大街（August-Exter-Straße）。这里设有的士站、一座公交站以及相邻的文化中心帕辛工厂。车站大楼的南面是一个带有的士站、公交站及短租车位的站前广场。这里也是19路有轨电车的始发站。车站大楼和轨道设施的西侧是自行车泊位。从停车场可以通往一条下穿轨道的工程隧道。这条隧道仅能从南端进入，行动不便的人可于此利用货物升降机抵达月台。车站大楼的东侧是帕辛车站的首座车站建筑，即所谓的“比尔克莱因车站”。这里有另一条供行人及自行车使用的下穿轨道式隧道。它自2009年起作为区域及长途月台改造的一部分，已配备楼梯通往3道至10道。
月台在常规运转下是作如下用途：车站南部的2道用于城市快铁S20线往来于戴森霍芬的列车。3道和4道停靠往来于图青和布赫洛厄的区域列车。5道和6道是为城市快铁预留，7道和8道用于出城列车。而9道和10道则是供运行于慕尼黑－奥格斯堡铁路的区域及长途列车使用。通过在轨道场相应的转辙操作，使得各月台可以在故障情况下非常灵活的相互使用。
月台的长度分别为：
- 0号月台（2道）：221米
- 1号月台（3/4道）：310米
- 2号月台（5/6道）：232米
- 3号月台（7/8道）：278米
- 4号月台（9/10道）：416米

所有月台边缘的高度均为85厘米，这与常规的标准并不匹配。将5至8道转化为96厘米的标准高度以及将2至4道和9至10道转化为76厘米的改造工程已经启动。所有月台都配备了液晶显示屏，它会对相应的下一班列车进行提示。在行人隧道的南端和北端以及通往月台的楼梯间也同样设有显示屏，它们可显示多达7班未来列车的目的地和发车时间，并可对运行过程中的故障信息作通知。

### 交通连结

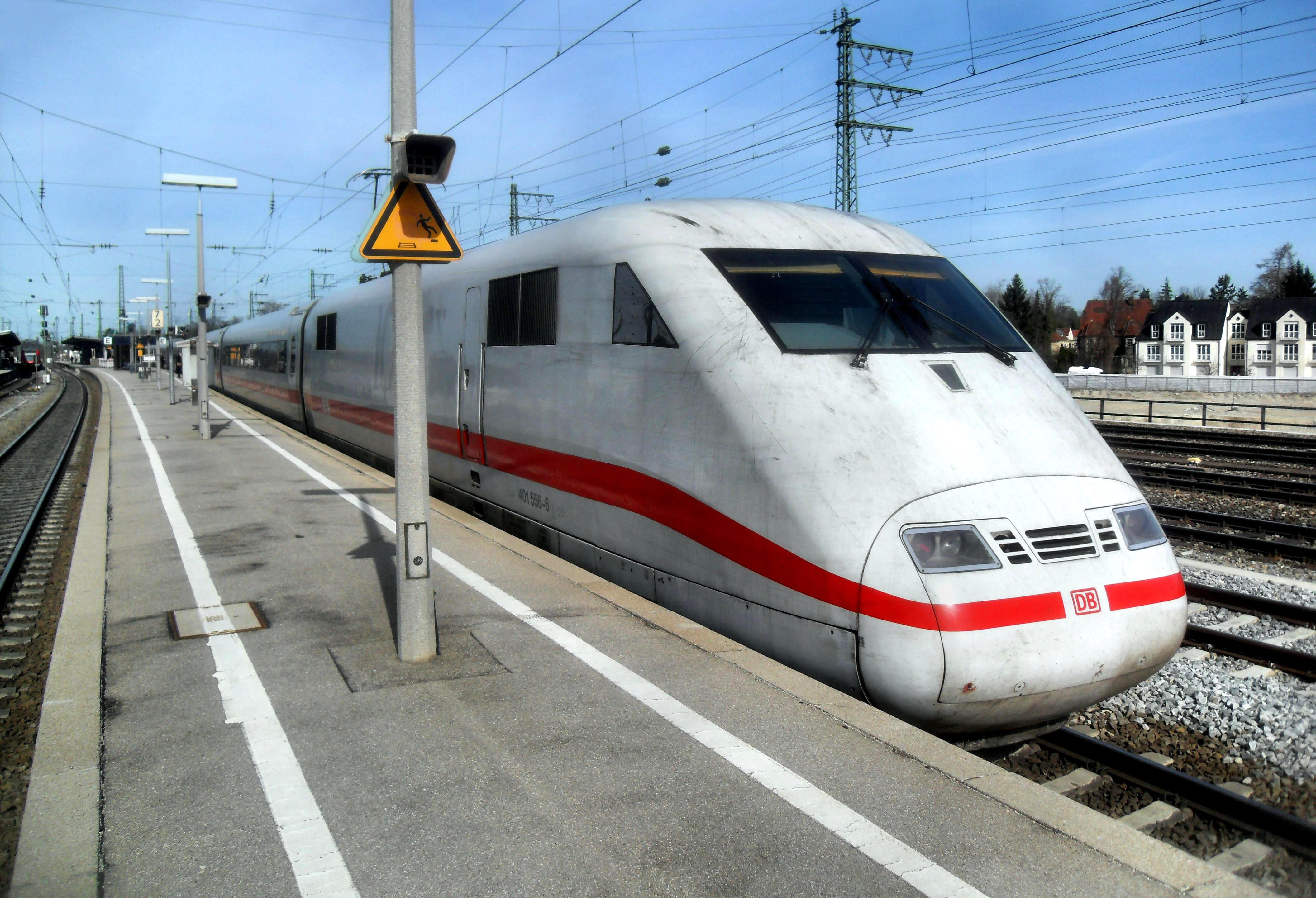
一列开往法兰克福的ICE-1经停帕辛车站

在帕辛会对从慕尼黑火车总站通往西部及西南部方向的铁路线进行分岔。所有经过帕辛的铁路线均已完全电气化并至少建有复线，而通往施塔恩贝格和洛赫豪森的铁路线则为四线。以下为行经或在该站始发的铁路线德国铁路行车线路：
- 慕尼黑－奥格斯堡－乌尔姆铁路（马克西米利安铁路（德语：Bayerische Maximiliansbahn），慕尼黑－奥格斯堡改建铁路，KBS 980及999.4号）
- 慕尼黑－布赫洛厄－肯普滕－伊门施塔特－林道铁路（阿尔高铁路，KBS 970及999.8号）
- 慕尼黑－加尔米施-帕滕基兴铁路（德语：Bahnstrecke München–Garmisch-Partenkirchen）（“米滕瓦尔德铁路（德语：Mittenwaldbahn）”，KBS 960及999.6号）
- 慕尼黑帕辛－慕尼黑-索恩－戴森霍芬铁路（森德灵联络线（德语：Sendlinger Spange），KBS 999.20号）
- 帕辛－火车总站－火车东站城市快铁主线铁路

#### 长途运输
慕尼黑帕辛车站提供以下长途客运服务：
| 线路       | 走向 | 走向 | 走向 | 走向 | 走向 | 走向 | 走向 | 频率      |
| ---------- | --- | --- | --- | --- | --- | --- | --- | --------- |
| ICE 11     | 柏林东 － 柏林 － 柏林-斯潘道 － 布伦瑞克 － 希尔德斯海姆 － 哥廷根 － 卡塞尔-威廉山 － 富尔达 － 哈瑙 － 法兰克福 － 曼海姆 － 斯图加特 － 乌尔姆 － 奥格斯堡 － 慕尼黑帕辛 － 慕尼黑 | 柏林东 － 柏林 － 柏林-斯潘道 － 布伦瑞克 － 希尔德斯海姆 － 哥廷根 － 卡塞尔-威廉山 － 富尔达 － 哈瑙 － 法兰克福 － 曼海姆 － 斯图加特 － 乌尔姆 － 奥格斯堡 － 慕尼黑帕辛 － 慕尼黑 | 柏林东 － 柏林 － 柏林-斯潘道 － 布伦瑞克 － 希尔德斯海姆 － 哥廷根 － 卡塞尔-威廉山 － 富尔达 － 哈瑙 － 法兰克福 － 曼海姆 － 斯图加特 － 乌尔姆 － 奥格斯堡 － 慕尼黑帕辛 － 慕尼黑 | 柏林东 － 柏林 － 柏林-斯潘道 － 布伦瑞克 － 希尔德斯海姆 － 哥廷根 － 卡塞尔-威廉山 － 富尔达 － 哈瑙 － 法兰克福 － 曼海姆 － 斯图加特 － 乌尔姆 － 奥格斯堡 － 慕尼黑帕辛 － 慕尼黑 | 柏林东 － 柏林 － 柏林-斯潘道 － 布伦瑞克 － 希尔德斯海姆 － 哥廷根 － 卡塞尔-威廉山 － 富尔达 － 哈瑙 － 法兰克福 － 曼海姆 － 斯图加特 － 乌尔姆 － 奥格斯堡 － 慕尼黑帕辛 － 慕尼黑 | 柏林东 － 柏林 － 柏林-斯潘道 － 布伦瑞克 － 希尔德斯海姆 － 哥廷根 － 卡塞尔-威廉山 － 富尔达 － 哈瑙 － 法兰克福 － 曼海姆 － 斯图加特 － 乌尔姆 － 奥格斯堡 － 慕尼黑帕辛 － 慕尼黑 | 柏林东 － 柏林 － 柏林-斯潘道 － 布伦瑞克 － 希尔德斯海姆 － 哥廷根 － 卡塞尔-威廉山 － 富尔达 － 哈瑙 － 法兰克福 － 曼海姆 － 斯图加特 － 乌尔姆 － 奥格斯堡 － 慕尼黑帕辛 － 慕尼黑 | 两小时1班 |
| ICE 25     | 汉堡-阿尔托纳 － 汉堡 － | (在汉诺威合编运行) 汉诺威 － 卡塞尔-威廉山 － 富尔达 － 维尔茨堡 － 纽伦堡 － 奥格斯堡 － 慕尼黑帕辛 － 慕尼黑 － （图青 － 加尔米施-帕滕基兴） | (在汉诺威合编运行) 汉诺威 － 卡塞尔-威廉山 － 富尔达 － 维尔茨堡 － 纽伦堡 － 奥格斯堡 － 慕尼黑帕辛 － 慕尼黑 － （图青 － 加尔米施-帕滕基兴） | (在汉诺威合编运行) 汉诺威 － 卡塞尔-威廉山 － 富尔达 － 维尔茨堡 － 纽伦堡 － 奥格斯堡 － 慕尼黑帕辛 － 慕尼黑 － （图青 － 加尔米施-帕滕基兴） | (在汉诺威合编运行) 汉诺威 － 卡塞尔-威廉山 － 富尔达 － 维尔茨堡 － 纽伦堡 － 奥格斯堡 － 慕尼黑帕辛 － 慕尼黑 － （图青 － 加尔米施-帕滕基兴） | (在汉诺威合编运行) 汉诺威 － 卡塞尔-威廉山 － 富尔达 － 维尔茨堡 － 纽伦堡 － 奥格斯堡 － 慕尼黑帕辛 － 慕尼黑 － （图青 － 加尔米施-帕滕基兴） | (在汉诺威合编运行) 汉诺威 － 卡塞尔-威廉山 － 富尔达 － 维尔茨堡 － 纽伦堡 － 奥格斯堡 － 慕尼黑帕辛 － 慕尼黑 － （图青 － 加尔米施-帕滕基兴） | 个别班次  |
| ICE 25     | 奥尔登堡 － 不来梅 － | (在汉诺威合编运行) 汉诺威 － 卡塞尔-威廉山 － 富尔达 － 维尔茨堡 － 纽伦堡 － 奥格斯堡 － 慕尼黑帕辛 － 慕尼黑 － （图青 － 加尔米施-帕滕基兴） | (在汉诺威合编运行) 汉诺威 － 卡塞尔-威廉山 － 富尔达 － 维尔茨堡 － 纽伦堡 － 奥格斯堡 － 慕尼黑帕辛 － 慕尼黑 － （图青 － 加尔米施-帕滕基兴） | (在汉诺威合编运行) 汉诺威 － 卡塞尔-威廉山 － 富尔达 － 维尔茨堡 － 纽伦堡 － 奥格斯堡 － 慕尼黑帕辛 － 慕尼黑 － （图青 － 加尔米施-帕滕基兴） | (在汉诺威合编运行) 汉诺威 － 卡塞尔-威廉山 － 富尔达 － 维尔茨堡 － 纽伦堡 － 奥格斯堡 － 慕尼黑帕辛 － 慕尼黑 － （图青 － 加尔米施-帕滕基兴） | (在汉诺威合编运行) 汉诺威 － 卡塞尔-威廉山 － 富尔达 － 维尔茨堡 － 纽伦堡 － 奥格斯堡 － 慕尼黑帕辛 － 慕尼黑 － （图青 － 加尔米施-帕滕基兴） | (在汉诺威合编运行) 汉诺威 － 卡塞尔-威廉山 － 富尔达 － 维尔茨堡 － 纽伦堡 － 奥格斯堡 － 慕尼黑帕辛 － 慕尼黑 － （图青 － 加尔米施-帕滕基兴） | 个别班次  |
| ICE 28     | 瓦尔内明德 － 罗斯托克 － 诺伊斯特雷利茨 － | 柏林健康泉 － | 柏林 － 柏林南十字 － 莱比锡 － 耶拿乐园 － 班贝格 － 纽伦堡 － 奥格斯堡 － 慕尼黑帕辛 － 慕尼黑 | 柏林 － 柏林南十字 － 莱比锡 － 耶拿乐园 － 班贝格 － 纽伦堡 － 奥格斯堡 － 慕尼黑帕辛 － 慕尼黑 | 柏林 － 柏林南十字 － 莱比锡 － 耶拿乐园 － 班贝格 － 纽伦堡 － 奥格斯堡 － 慕尼黑帕辛 － 慕尼黑 | 柏林 － 柏林南十字 － 莱比锡 － 耶拿乐园 － 班贝格 － 纽伦堡 － 奥格斯堡 － 慕尼黑帕辛 － 慕尼黑 | 柏林 － 柏林南十字 － 莱比锡 － 耶拿乐园 － 班贝格 － 纽伦堡 － 奥格斯堡 － 慕尼黑帕辛 － 慕尼黑 | 四小时1班 |
| ICE 28     | 施特拉尔松德 － | 柏林健康泉 － | 柏林 － 柏林南十字 － 莱比锡 － 耶拿乐园 － 班贝格 － 纽伦堡 － 奥格斯堡 － 慕尼黑帕辛 － 慕尼黑 | 柏林 － 柏林南十字 － 莱比锡 － 耶拿乐园 － 班贝格 － 纽伦堡 － 奥格斯堡 － 慕尼黑帕辛 － 慕尼黑 | 柏林 － 柏林南十字 － 莱比锡 － 耶拿乐园 － 班贝格 － 纽伦堡 － 奥格斯堡 － 慕尼黑帕辛 － 慕尼黑 | 柏林 － 柏林南十字 － 莱比锡 － 耶拿乐园 － 班贝格 － 纽伦堡 － 奥格斯堡 － 慕尼黑帕辛 － 慕尼黑 | 柏林 － 柏林南十字 － 莱比锡 － 耶拿乐园 － 班贝格 － 纽伦堡 － 奥格斯堡 － 慕尼黑帕辛 － 慕尼黑 | 四小时1班 |
| ICE 28     | 汉堡-阿尔托纳 － 汉堡 － 柏林-斯潘道 － | | 柏林 － 柏林南十字 － 莱比锡 － 耶拿乐园 － 班贝格 － 纽伦堡 － 奥格斯堡 － 慕尼黑帕辛 － 慕尼黑 | 柏林 － 柏林南十字 － 莱比锡 － 耶拿乐园 － 班贝格 － 纽伦堡 － 奥格斯堡 － 慕尼黑帕辛 － 慕尼黑 | 柏林 － 柏林南十字 － 莱比锡 － 耶拿乐园 － 班贝格 － 纽伦堡 － 奥格斯堡 － 慕尼黑帕辛 － 慕尼黑 | 柏林 － 柏林南十字 － 莱比锡 － 耶拿乐园 － 班贝格 － 纽伦堡 － 奥格斯堡 － 慕尼黑帕辛 － 慕尼黑 | 柏林 － 柏林南十字 － 莱比锡 － 耶拿乐园 － 班贝格 － 纽伦堡 － 奥格斯堡 － 慕尼黑帕辛 － 慕尼黑 | 四小时1班 |
| ICE 42     | （明斯特 －） 多特蒙德 － 波鸿 － 埃森 － 杜伊斯堡 － 杜塞尔多夫 － 科隆 － 法兰克福机场 － 曼海姆 － 斯图加特 － 乌尔姆 － 奥格斯堡 － 慕尼黑帕辛 － 慕尼黑 | （明斯特 －） 多特蒙德 － 波鸿 － 埃森 － 杜伊斯堡 － 杜塞尔多夫 － 科隆 － 法兰克福机场 － 曼海姆 － 斯图加特 － 乌尔姆 － 奥格斯堡 － 慕尼黑帕辛 － 慕尼黑 | （明斯特 －） 多特蒙德 － 波鸿 － 埃森 － 杜伊斯堡 － 杜塞尔多夫 － 科隆 － 法兰克福机场 － 曼海姆 － 斯图加特 － 乌尔姆 － 奥格斯堡 － 慕尼黑帕辛 － 慕尼黑 | （明斯特 －） 多特蒙德 － 波鸿 － 埃森 － 杜伊斯堡 － 杜塞尔多夫 － 科隆 － 法兰克福机场 － 曼海姆 － 斯图加特 － 乌尔姆 － 奥格斯堡 － 慕尼黑帕辛 － 慕尼黑 | （明斯特 －） 多特蒙德 － 波鸿 － 埃森 － 杜伊斯堡 － 杜塞尔多夫 － 科隆 － 法兰克福机场 － 曼海姆 － 斯图加特 － 乌尔姆 － 奥格斯堡 － 慕尼黑帕辛 － 慕尼黑 | （明斯特 －） 多特蒙德 － 波鸿 － 埃森 － 杜伊斯堡 － 杜塞尔多夫 － 科隆 － 法兰克福机场 － 曼海姆 － 斯图加特 － 乌尔姆 － 奥格斯堡 － 慕尼黑帕辛 － 慕尼黑 | （明斯特 －） 多特蒙德 － 波鸿 － 埃森 － 杜伊斯堡 － 杜塞尔多夫 － 科隆 － 法兰克福机场 － 曼海姆 － 斯图加特 － 乌尔姆 － 奥格斯堡 － 慕尼黑帕辛 － 慕尼黑 | 两小时1班 |
| RJ 90      | 美因茨 － 法兰克福 － 法兰克福机场 － 曼海姆 － 斯图加特 － 乌尔姆 － 奥格斯堡 － 慕尼黑帕辛 － 慕尼黑 － 萨尔茨堡 － 林茨 － 圣帕尔滕 － 维也纳西 － 维也纳 － 海吉什豪洛姆 － 杰尔 － 布达佩斯东 | 美因茨 － 法兰克福 － 法兰克福机场 － 曼海姆 － 斯图加特 － 乌尔姆 － 奥格斯堡 － 慕尼黑帕辛 － 慕尼黑 － 萨尔茨堡 － 林茨 － 圣帕尔滕 － 维也纳西 － 维也纳 － 海吉什豪洛姆 － 杰尔 － 布达佩斯东 | 美因茨 － 法兰克福 － 法兰克福机场 － 曼海姆 － 斯图加特 － 乌尔姆 － 奥格斯堡 － 慕尼黑帕辛 － 慕尼黑 － 萨尔茨堡 － 林茨 － 圣帕尔滕 － 维也纳西 － 维也纳 － 海吉什豪洛姆 － 杰尔 － 布达佩斯东 | 美因茨 － 法兰克福 － 法兰克福机场 － 曼海姆 － 斯图加特 － 乌尔姆 － 奥格斯堡 － 慕尼黑帕辛 － 慕尼黑 － 萨尔茨堡 － 林茨 － 圣帕尔滕 － 维也纳西 － 维也纳 － 海吉什豪洛姆 － 杰尔 － 布达佩斯东 | 美因茨 － 法兰克福 － 法兰克福机场 － 曼海姆 － 斯图加特 － 乌尔姆 － 奥格斯堡 － 慕尼黑帕辛 － 慕尼黑 － 萨尔茨堡 － 林茨 － 圣帕尔滕 － 维也纳西 － 维也纳 － 海吉什豪洛姆 － 杰尔 － 布达佩斯东 | 美因茨 － 法兰克福 － 法兰克福机场 － 曼海姆 － 斯图加特 － 乌尔姆 － 奥格斯堡 － 慕尼黑帕辛 － 慕尼黑 － 萨尔茨堡 － 林茨 － 圣帕尔滕 － 维也纳西 － 维也纳 － 海吉什豪洛姆 － 杰尔 － 布达佩斯东 | 美因茨 － 法兰克福 － 法兰克福机场 － 曼海姆 － 斯图加特 － 乌尔姆 － 奥格斯堡 － 慕尼黑帕辛 － 慕尼黑 － 萨尔茨堡 － 林茨 － 圣帕尔滕 － 维也纳西 － 维也纳 － 海吉什豪洛姆 － 杰尔 － 布达佩斯东 | 个别班次  |
| IC 26 26.2 | 汉堡-阿尔托纳 － 汉堡 － 汉诺威 － 哥廷根 － 卡塞尔-威廉山 － 富尔达 － 维尔茨堡 － 特罗伊赫特林根 － 多瑙沃特 － 奥格斯堡 － 慕尼黑帕辛 － 慕尼黑 － 慕尼黑东 － 罗森海姆 － 弗赖拉辛 － 贝希特斯加登 | 汉堡-阿尔托纳 － 汉堡 － 汉诺威 － 哥廷根 － 卡塞尔-威廉山 － 富尔达 － 维尔茨堡 － 特罗伊赫特林根 － 多瑙沃特 － 奥格斯堡 － 慕尼黑帕辛 － 慕尼黑 － 慕尼黑东 － 罗森海姆 － 弗赖拉辛 － 贝希特斯加登 | 汉堡-阿尔托纳 － 汉堡 － 汉诺威 － 哥廷根 － 卡塞尔-威廉山 － 富尔达 － 维尔茨堡 － 特罗伊赫特林根 － 多瑙沃特 － 奥格斯堡 － 慕尼黑帕辛 － 慕尼黑 － 慕尼黑东 － 罗森海姆 － 弗赖拉辛 － 贝希特斯加登 | 汉堡-阿尔托纳 － 汉堡 － 汉诺威 － 哥廷根 － 卡塞尔-威廉山 － 富尔达 － 维尔茨堡 － 特罗伊赫特林根 － 多瑙沃特 － 奥格斯堡 － 慕尼黑帕辛 － 慕尼黑 － 慕尼黑东 － 罗森海姆 － 弗赖拉辛 － 贝希特斯加登 | 汉堡-阿尔托纳 － 汉堡 － 汉诺威 － 哥廷根 － 卡塞尔-威廉山 － 富尔达 － 维尔茨堡 － 特罗伊赫特林根 － 多瑙沃特 － 奥格斯堡 － 慕尼黑帕辛 － 慕尼黑 － 慕尼黑东 － 罗森海姆 － 弗赖拉辛 － 贝希特斯加登 | 汉堡-阿尔托纳 － 汉堡 － 汉诺威 － 哥廷根 － 卡塞尔-威廉山 － 富尔达 － 维尔茨堡 － 特罗伊赫特林根 － 多瑙沃特 － 奥格斯堡 － 慕尼黑帕辛 － 慕尼黑 － 慕尼黑东 － 罗森海姆 － 弗赖拉辛 － 贝希特斯加登 | 汉堡-阿尔托纳 － 汉堡 － 汉诺威 － 哥廷根 － 卡塞尔-威廉山 － 富尔达 － 维尔茨堡 － 特罗伊赫特林根 － 多瑙沃特 － 奥格斯堡 － 慕尼黑帕辛 － 慕尼黑 － 慕尼黑东 － 罗森海姆 － 弗赖拉辛 － 贝希特斯加登 | 个别班次  |
| IC 28      | （罗斯托克 － 诺伊斯特雷利茨 －） 柏林健康泉 － 柏林 － 柏林南十字 － 莱比锡 － 耶拿乐园 － 班贝格 － 纽伦堡 － 奥格斯堡 － 慕尼黑帕辛 － 慕尼黑 | （罗斯托克 － 诺伊斯特雷利茨 －） 柏林健康泉 － 柏林 － 柏林南十字 － 莱比锡 － 耶拿乐园 － 班贝格 － 纽伦堡 － 奥格斯堡 － 慕尼黑帕辛 － 慕尼黑 | （罗斯托克 － 诺伊斯特雷利茨 －） 柏林健康泉 － 柏林 － 柏林南十字 － 莱比锡 － 耶拿乐园 － 班贝格 － 纽伦堡 － 奥格斯堡 － 慕尼黑帕辛 － 慕尼黑 | （罗斯托克 － 诺伊斯特雷利茨 －） 柏林健康泉 － 柏林 － 柏林南十字 － 莱比锡 － 耶拿乐园 － 班贝格 － 纽伦堡 － 奥格斯堡 － 慕尼黑帕辛 － 慕尼黑 | （罗斯托克 － 诺伊斯特雷利茨 －） 柏林健康泉 － 柏林 － 柏林南十字 － 莱比锡 － 耶拿乐园 － 班贝格 － 纽伦堡 － 奥格斯堡 － 慕尼黑帕辛 － 慕尼黑 | （罗斯托克 － 诺伊斯特雷利茨 －） 柏林健康泉 － 柏林 － 柏林南十字 － 莱比锡 － 耶拿乐园 － 班贝格 － 纽伦堡 － 奥格斯堡 － 慕尼黑帕辛 － 慕尼黑 | （罗斯托克 － 诺伊斯特雷利茨 －） 柏林健康泉 － 柏林 － 柏林南十字 － 莱比锡 － 耶拿乐园 － 班贝格 － 纽伦堡 － 奥格斯堡 － 慕尼黑帕辛 － 慕尼黑 | 个别班次  |
| EC/IC 32   | 柏林 － 柏林-斯潘道 － 沃尔夫斯堡 － 汉诺威 － 比勒费尔德 － 哈姆 － 多特蒙德 － 波鸿 － 埃森 － 杜伊斯堡 － 杜塞尔多夫 － 杜塞尔多夫机场 － 科隆 － 波恩 － 科布伦茨 － 美因茨 － 沃尔姆斯 － 曼海姆 － 海德堡 － 斯图加特 － 乌尔姆 － 奥格斯堡 － 慕尼黑帕辛 － 慕尼黑 － 罗森海姆 － 弗赖拉辛 － 萨尔茨堡 － 菲拉赫 － 克拉根福 | 柏林 － 柏林-斯潘道 － 沃尔夫斯堡 － 汉诺威 － 比勒费尔德 － 哈姆 － 多特蒙德 － 波鸿 － 埃森 － 杜伊斯堡 － 杜塞尔多夫 － 杜塞尔多夫机场 － 科隆 － 波恩 － 科布伦茨 － 美因茨 － 沃尔姆斯 － 曼海姆 － 海德堡 － 斯图加特 － 乌尔姆 － 奥格斯堡 － 慕尼黑帕辛 － 慕尼黑 － 罗森海姆 － 弗赖拉辛 － 萨尔茨堡 － 菲拉赫 － 克拉根福 | 柏林 － 柏林-斯潘道 － 沃尔夫斯堡 － 汉诺威 － 比勒费尔德 － 哈姆 － 多特蒙德 － 波鸿 － 埃森 － 杜伊斯堡 － 杜塞尔多夫 － 杜塞尔多夫机场 － 科隆 － 波恩 － 科布伦茨 － 美因茨 － 沃尔姆斯 － 曼海姆 － 海德堡 － 斯图加特 － 乌尔姆 － 奥格斯堡 － 慕尼黑帕辛 － 慕尼黑 － 罗森海姆 － 弗赖拉辛 － 萨尔茨堡 － 菲拉赫 － 克拉根福 | 柏林 － 柏林-斯潘道 － 沃尔夫斯堡 － 汉诺威 － 比勒费尔德 － 哈姆 － 多特蒙德 － 波鸿 － 埃森 － 杜伊斯堡 － 杜塞尔多夫 － 杜塞尔多夫机场 － 科隆 － 波恩 － 科布伦茨 － 美因茨 － 沃尔姆斯 － 曼海姆 － 海德堡 － 斯图加特 － 乌尔姆 － 奥格斯堡 － 慕尼黑帕辛 － 慕尼黑 － 罗森海姆 － 弗赖拉辛 － 萨尔茨堡 － 菲拉赫 － 克拉根福 | 柏林 － 柏林-斯潘道 － 沃尔夫斯堡 － 汉诺威 － 比勒费尔德 － 哈姆 － 多特蒙德 － 波鸿 － 埃森 － 杜伊斯堡 － 杜塞尔多夫 － 杜塞尔多夫机场 － 科隆 － 波恩 － 科布伦茨 － 美因茨 － 沃尔姆斯 － 曼海姆 － 海德堡 － 斯图加特 － 乌尔姆 － 奥格斯堡 － 慕尼黑帕辛 － 慕尼黑 － 罗森海姆 － 弗赖拉辛 － 萨尔茨堡 － 菲拉赫 － 克拉根福 | 柏林 － 柏林-斯潘道 － 沃尔夫斯堡 － 汉诺威 － 比勒费尔德 － 哈姆 － 多特蒙德 － 波鸿 － 埃森 － 杜伊斯堡 － 杜塞尔多夫 － 杜塞尔多夫机场 － 科隆 － 波恩 － 科布伦茨 － 美因茨 － 沃尔姆斯 － 曼海姆 － 海德堡 － 斯图加特 － 乌尔姆 － 奥格斯堡 － 慕尼黑帕辛 － 慕尼黑 － 罗森海姆 － 弗赖拉辛 － 萨尔茨堡 － 菲拉赫 － 克拉根福 | 柏林 － 柏林-斯潘道 － 沃尔夫斯堡 － 汉诺威 － 比勒费尔德 － 哈姆 － 多特蒙德 － 波鸿 － 埃森 － 杜伊斯堡 － 杜塞尔多夫 － 杜塞尔多夫机场 － 科隆 － 波恩 － 科布伦茨 － 美因茨 － 沃尔姆斯 － 曼海姆 － 海德堡 － 斯图加特 － 乌尔姆 － 奥格斯堡 － 慕尼黑帕辛 － 慕尼黑 － 罗森海姆 － 弗赖拉辛 － 萨尔茨堡 － 菲拉赫 － 克拉根福 | 个别班次  |
| IC 60      | （巴塞尔巴登 － 弗赖堡 － 巴登-巴登 －） 卡尔斯鲁厄 － 布鲁赫萨尔 － 斯图加特 － 乌尔姆 － 奥格斯堡 － 慕尼黑帕辛 － 慕尼黑 （－ 罗森海姆 － 弗赖拉辛 － 萨尔茨堡） | （巴塞尔巴登 － 弗赖堡 － 巴登-巴登 －） 卡尔斯鲁厄 － 布鲁赫萨尔 － 斯图加特 － 乌尔姆 － 奥格斯堡 － 慕尼黑帕辛 － 慕尼黑 （－ 罗森海姆 － 弗赖拉辛 － 萨尔茨堡） | （巴塞尔巴登 － 弗赖堡 － 巴登-巴登 －） 卡尔斯鲁厄 － 布鲁赫萨尔 － 斯图加特 － 乌尔姆 － 奥格斯堡 － 慕尼黑帕辛 － 慕尼黑 （－ 罗森海姆 － 弗赖拉辛 － 萨尔茨堡） | （巴塞尔巴登 － 弗赖堡 － 巴登-巴登 －） 卡尔斯鲁厄 － 布鲁赫萨尔 － 斯图加特 － 乌尔姆 － 奥格斯堡 － 慕尼黑帕辛 － 慕尼黑 （－ 罗森海姆 － 弗赖拉辛 － 萨尔茨堡） | （巴塞尔巴登 － 弗赖堡 － 巴登-巴登 －） 卡尔斯鲁厄 － 布鲁赫萨尔 － 斯图加特 － 乌尔姆 － 奥格斯堡 － 慕尼黑帕辛 － 慕尼黑 （－ 罗森海姆 － 弗赖拉辛 － 萨尔茨堡） | （巴塞尔巴登 － 弗赖堡 － 巴登-巴登 －） 卡尔斯鲁厄 － 布鲁赫萨尔 － 斯图加特 － 乌尔姆 － 奥格斯堡 － 慕尼黑帕辛 － 慕尼黑 （－ 罗森海姆 － 弗赖拉辛 － 萨尔茨堡） | （巴塞尔巴登 － 弗赖堡 － 巴登-巴登 －） 卡尔斯鲁厄 － 布鲁赫萨尔 － 斯图加特 － 乌尔姆 － 奥格斯堡 － 慕尼黑帕辛 － 慕尼黑 （－ 罗森海姆 － 弗赖拉辛 － 萨尔茨堡） | 两小时1班 |

通往苏黎世和巴黎（东方快车：巴黎－斯特拉斯堡－维也纳，TGV：巴黎－慕尼黑）的国际联运列车于2007年撤销了在本站停靠。
大部分从帕辛驶出的列车会不停站继续通往慕尼黑总站，仅少部分班次会经由兰茨贝格大街分支和南环铁路直通慕尼黑东站而不停慕尼黑总站，例如从巴黎开往维也纳的夜间列车。

#### 区域运输
大量停靠帕辛的区域快车（RE）和区域列车（RB）都提供图定通往米滕瓦尔德、加米尔施-帕滕基兴、魏尔海姆、梅明根、肯普滕、奥伯斯多夫、林道和奥格斯堡的免换乘服务。此外还有一些停靠该站的列车，会在繁忙时间于每条城市快铁线路的终点以及选择其它高流量的城市快铁车站（S4线的菲尔斯滕费尔德布鲁克和S6线的施塔恩贝格）相结合，以使它们尽快接入慕尼黑市内。
| 类别  | 走向 | 频率                |
| ----- | --- | ------------------- |
| ALX   | 慕尼黑 － 慕尼黑帕辛 － 考弗灵 － 布赫洛厄 － 考夫博伊伦 － 肯普滕 － 伊门施塔特 － 奥伯斯多夫 / － 黑尔加茨 － 林道                     | 两小时1班           |
| RE    | 慕尼黑 － 慕尼黑帕辛 － 考弗灵 － 布赫洛厄 － 蒂尔克海姆 － 梅明根                                                                       | 两小时1班           |
| RE    | 慕尼黑 － 慕尼黑帕辛 － 考弗灵 － 布赫洛厄 － 考夫博伊伦 － 比森霍芬 － 肯普滕                                                           | 两小时1班           |
| RE    | 慕尼黑 － 慕尼黑帕辛 － 考弗灵 － 布赫洛厄 － 考夫博伊伦 － 菲森                                                                         | 两小时1班           |
| RE    | 富格尔快车： 慕尼黑 － 慕尼黑帕辛 － 梅灵 － 奥格斯堡 － 乌尔姆 / （特罗伊赫特林根）                                                     | 每小时1班           |
| RE/RB | 富格尔快车： 慕尼黑 － 慕尼黑帕辛 － 梅灵 － 奥格斯堡 － （丁克尔舍尔本） / 多瑙沃特                                                     | 每小时1班           |
| RE    | 韦登费尔斯列车： 慕尼黑 － 慕尼黑帕辛 － 魏尔海姆 － 穆尔瑙 － 加尔米施-帕滕基兴 － 米滕瓦尔德 / （－ 莱尔莫斯 － 罗伊特）               | 个别班次于 高峰时段 |
| RB    | 韦登费尔斯列车： 慕尼黑 － 慕尼黑帕辛 － 图青 － 魏尔海姆 － 穆尔瑙 － 加尔米施-帕滕基兴 － 米滕瓦尔德 （－ 蒂罗尔州塞弗尔德）           | 两小时1班           |
| RB    | 韦登费尔斯列车： 慕尼黑 － 慕尼黑帕辛 － 图青 － 魏尔海姆 － 穆尔瑙 － 加尔米施-帕滕基兴 － 米滕瓦尔德 － 蒂罗尔州塞弗尔德 － 因斯布鲁克 | 四小时1班           |
| RB    | 韦登费尔斯列车： 慕尼黑 － 慕尼黑帕辛 － 图青 － 魏尔海姆 － 穆尔瑙 － 加尔米施-帕滕基兴                                                 | 四小时1班           |
| RB    | 韦登费尔斯列车： 慕尼黑 － 慕尼黑帕辛 － 图青 － 魏尔海姆 （－ 穆尔瑙 － 加尔米施-帕滕基兴） / － 彭茨贝格 － 比希尔 － 滨湖科赫尔       | 每小时1班           |

#### 城市快铁
慕尼黑城市快铁共有五条线路行经帕辛车站：
| 路线 | 经由 | 发车频率           |
| ---- | --- | ------------------ |
| S3   | 马门多夫 － 马尔兴 － 迈萨赫 － 格恩林登 － 艾斯汀 － 奥尔兴 － 格勒本采尔 － 洛赫豪森 － 朗维德 － 帕兴 － 莱姆 － 鹿园 － 唐纳斯贝格桥 － 哈克桥 － 火车总站 － 卡尔广场（斯塔修斯） － 玛利亚广场 － 伊萨尔门 － 罗森海姆广场 － 火车东站 － 圣马丁街 － 吉兴 － 雉鸡园 － 雉鸡公园 － 下哈兴 － 陶夫基兴 － 富尔特 － 代森霍芬 － 绍尔拉赫 － 奥特尔芬 － 霍尔茨基兴                                                                               | 20分钟/班          |
| S4   | 格尔滕多夫 － 蒂肯费尔德 － 格拉夫拉特 － 申盖辛格 － 布赫瑙 － 菲尔斯滕费尔德布鲁克 － 艾谢瑙 － 普赫海姆 － 奥宾 － 莱恩费尔斯街 － 帕兴 － 莱姆 － 鹿园 － 唐纳斯贝格桥 － 哈克桥 － 火车总站 － 卡尔广场（斯塔修斯） － 玛利亚广场 － 伊萨尔门 － 罗森海姆广场 － 火车东站 － 洛伊希滕贝格环路 － 莱姆畔山 － 特鲁德灵 － 格龙斯多夫 － 哈尔 － 法特施特滕 － 巴尔德哈姆 － 措尔讷丁 － 埃格尔哈廷 － 基希塞翁 － 格拉芬 － 格拉芬城 － 埃伯斯贝格 | 20分钟/班          |
| S6   | 图青 － 费尔达芬 － 波森霍芬 － 施塔恩贝格 － 施塔恩贝格北 － 高廷 － 斯托克多夫 － 普拉内格 － 格雷费尔芬 － 洛赫哈姆 － 西十字 － 帕兴 － 莱姆 － 鹿园 － 唐纳斯贝格桥 － 哈克桥 － 火车总站 － 卡尔广场（斯塔修斯） － 玛利亚广场 － 伊萨尔门 － 罗森海姆广场 － 火车东站 － 洛伊希滕贝格环路 － 莱姆畔山 － 特鲁德灵 － 格龙斯多夫 － 哈尔 － 法特施特滕 － 巴尔德哈姆 － 措尔讷丁 － 埃格尔哈廷 － 基希塞翁 － 格拉芬 － 格拉芬城 － 埃伯斯贝格   | 20分钟/班          |
| S8   | 黑尔兴 － 塞费尔德-黑兴多夫 － 施泰因巴赫 － 韦斯灵 － 新吉尔兴 － 吉尔兴-阿格尔斯里德 － 盖森布伦 － 盖默灵-下普法芬霍芬 － 哈特豪斯 － 弗赖哈姆 － 新奥宾 － 西十字 － 帕兴 － 莱姆 － 鹿园 － 唐纳斯贝格桥 － 哈克桥 － 火车总站 － 卡尔广场（斯塔修斯） － 玛利亚广场 － 伊萨尔门 － 罗森海姆广场 － 火车东站 － 洛伊希滕贝格环路 － 达格尔芬 － 英戈沙金 － 约翰内斯基兴 － 下弗灵 － 伊斯马宁 － 哈尔贝格莫斯 － 机场访客公园 － 慕尼黑机场      | 20分钟/班          |
| S20  | 格尔滕多夫 － 蒂肯费尔德 － 格拉夫拉特 － 申盖辛格 － 布赫瑙 － 菲尔斯滕费尔德布鲁克 － 艾谢瑙 － 普赫海姆 － 奥宾 － 莱恩费尔斯街 － 帕兴 － 海梅兰广场 － 中森德灵 － 西门子工厂 － 索恩 － 大黑塞洛赫伊萨尔河谷 － 普拉赫 － 赫里格斯克罗伊特 | 每小时1班 高峰时段 |

在慕尼黑内城，通过四条运行于城市快铁主线铁路的线路集束，使得火车东站至帕辛之间达到了非常高的发车密度。当繁忙时段来临，发车间隔在十分钟1班的S3线和S8线会连同二十分钟一班的4号线和6号线单独提供连接内城的18种行驶可能性，并加入部分可使用慕尼黑公共交通集团车票的区域列车通往火车总站。与帕辛相邻的城市快铁站是进城方向的莱姆站（3、4、6和8号线）和海姆拉广场站（20号线），以及出城方向的朗格韦德（3号线）、莱恩费尔斯大街（S4）和西十字站（6号线和8号线）。
此外，帕辛也是只在上下班高峰期开行的城市快铁20号线的起讫站，该线路不停靠莱姆而经由森德灵联络线通到7号线线南部为止，并自索恩站起沿伊萨尔河谷铁路往赫里格斯克罗伊特方向运行。而在2013年12月14日以前，它自索恩起是经由格罗斯黑塞洛大桥通往戴森霍芬。这是仅有的两条不在（莱姆－）多纳斯贝格桥－火车总站－玛利亚广场－火车东站的内城区间提供服务的城市快铁线路之一。
在繁忙时间还有个别城市快铁的加班列车，从城外而来不停站继续通往火车总站，并在那里终到或与20号线相连。

#### 电车及巴士
除了大量的铁路连接，帕辛车站也因为帕辛作为原本独立市镇的历史发展而成为一个重要的市内交通枢纽。19路有轨电车自2013年底起直接终到帕辛车站前，另外还有六条日间开行的市内巴士线路，包括两条行驶频密的捷运巴士线路，会在车站的南北两侧停靠（帕辛站：56路、57路、157路、160路、161路、162路；帕辛站北：160路）。通过它们可将在车站周边开发的城区与车站相连。此外还有巴士线路通往菲尔斯滕里德、新奥宾和莱姆广场——即地铁5号线的西端起讫站。
晚上在帕辛车站可通过每小时1班的夜间有轨电车线路N19通达慕尼黑内城。在周末这条线路会加密至半小时1班，并会通过两条加开的夜间巴士线路通往新奥宾（N47）以及奥宾、格勒本采尔、普赫海姆和盖默灵（N80/N81）。
此外，帕辛还是通往奥德尔茨豪森的732路区域巴士的起讫站。
总体而言，平均每日共有2.1万人次的巴士旅客在帕辛车站乘降或转车，而在帕辛玛利亚广场终到的有轨电车乘客则为日均4900人次。

## 車站发展
尽管帕辛对于长、短途运输和以及市内交通是极其重要的，但车站此前仍然长期缺乏相应的无障碍出入口及无障碍月台标准。此外月台也处于一个极差的结构状态，这就是为什么车站自2008年4月以来将根据长期规划相应的进行广泛改造和现代化。作为建设的一部分，包括火车总站－莱姆－帕辛轴线上的原有铁路用地，以及帕辛地方中心的交通稳静化伴随2号联邦公路在铁路南侧与车站大楼之间的搬迁工程，有大量其它工程在车站附近推进。

### 车站的整体翻新
自1970年代初起，帕辛车站已多次呼吁建设与其地位相匹配的残疾人设施。作为当时唯一可通往月台的隧道，除了日均的8.5万乘客外，还有日均最多4万名其它行人将之作为街区的通道使用。因此，整个车站已自2008年至2014年间进行了基础性的翻新、现代化和无障碍配置。总费用据估算为4040万欧元，其中仅月台改造便占用了2940万欧元，大部分费用是由巴伐利亚州（约2150万欧元）及德国联邦（约1350万欧元）负责，其余部分则由德国铁路承担。
为了减轻既有高流量的主行人隧道的负担以及对其进行强化，在2008年4月至9月的第一阶段施工中，便率先对其以东约50米处的另一条单车及行人隧道进行修复，并创建了可由此通往城市快铁月台（5－8道）的楼梯。而在2008年8月至10月间实施的第二阶段施工中，则对车站的北出入口进行改造，并建成了带围墙的出入口坡道。随后是对位于主行人隧道西侧的楼梯进行修复，并增建了通往月台的升降机。东侧的两条固定楼梯也被自动扶梯所取代。最后是自2009年10月起，将月台边缘的高度从85厘米提升至96厘米，并对地面铺层进行修葺。此外，用于城市快铁到发的月台被缩短长度至210米并全部由顶棚覆盖，并至2010年中安装了触式导盲设施。
自2009年5月起，两座区域及长途月台（3/4道及9/10道）也像城市快铁月台一样提供升降机和自动扶梯，以及进行修复和安装新的顶棚。月台边缘的高度被调低至76厘米同时3/4道的月台长度被延长至320米。而9/10道的长途月台则保留了其原有的410米长度。只有位于2道旁的侧式月台根据当时的规划阶段不作改造。
2011年8月中旬，斥资约1.35亿欧元兴建的电子信号所投入运作，并取代了五座中继式和三座机械式信号所。连同其三个子站可对帕辛车站的列车运行及后续的线路区间进行控制。
在行人隧道和月台改造以及帕辛中心北绕道的建设期间，车站大楼和与它月台之间的区域也进行了完全重建。北部的“武姆河谷之穹”被降低约一米，并通过楼梯和坡道与如今的平层相连。这便形成了一个与餐饮服务毗邻的开放式酒吧空间。武姆河谷之穹的北侧与一座新建的两层航站楼式建筑相连，在后者设有通往轨道行人隧道、商店区的坡道以及通往街面-北绕道的楼梯和升降机。此外，武姆河谷之顶和东部的行人隧道之间也创建了相连的楼梯。航站楼建筑的地下室则可提供约1000个单车泊位。这一部分工程的费用估算为1040万欧元。

### 车站周边
在车站以南、帕辛玛利亚广场周边的帕辛中心在当时最终确定通过东西走向的兰茨贝格大街（Landsberger Straße），形成在慕尼黑城市西部的一条重要进、出城公路干线。为此每日将有最多39000辆机动车通过帕辛玛利亚广场。

#### 北绕道、玛利亚广场及站前广场
为了缓解街区中心的交通并使其方便行人，一条新的迂回旁路，即所谓的帕辛北绕道被创建。它从当地中心西部，即原本往北走向的街道岔出，沿罗钦大街（Lortzingstraße）和铁路南部继续向东伸展。它与车站设施和奥芬巴赫大街（Offenbachstraße）是通过闲置的前货运和工业空间进行交汇，直到街道向南绕行，并在弯头继续汇入兰茨贝格大街。北绕道是以高架方式通过航站楼建筑和月台之间的车站区域，那里还提供短租车位、的士站和临停接送区。
与此相反的是位于站前广场西侧的前邮局大楼兴起了一座中央巴士站，它将此前分别设于格莱希曼大街（Gleichmannstraße）、站前广场和卡夫乐大街（Kaflerstraße）的巴士站归纳在了一起。此外，19路有轨电车也将其原本运输意义不大的起讫点帕辛玛利亚广场搬迁至站前广场，从而将后者打造成可在长途及区域运输、城市快铁、巴士和有轨电车间换乘的中央集散点。对于这项距离只有几百米长的线路延伸，预计的日均客流量可达3300人次。有轨电车原有一条从兰茨贝格大街经由格莱希曼大街、站前广场和巴克大街（Bäckerstraße）返回兰茨贝格大街的環形迴車道，但如今已被弃用。此外在兰茨贝格大街还建有会让线和停放线。
总体而言，为建设北绕道及相连的道路设施和设计工作的计划成本约为6000万欧元，再加上另外2700万欧元用于改造车站和兰茨贝格大街之间的区域，其中的500万至700万欧元是用于有轨电车的延伸。

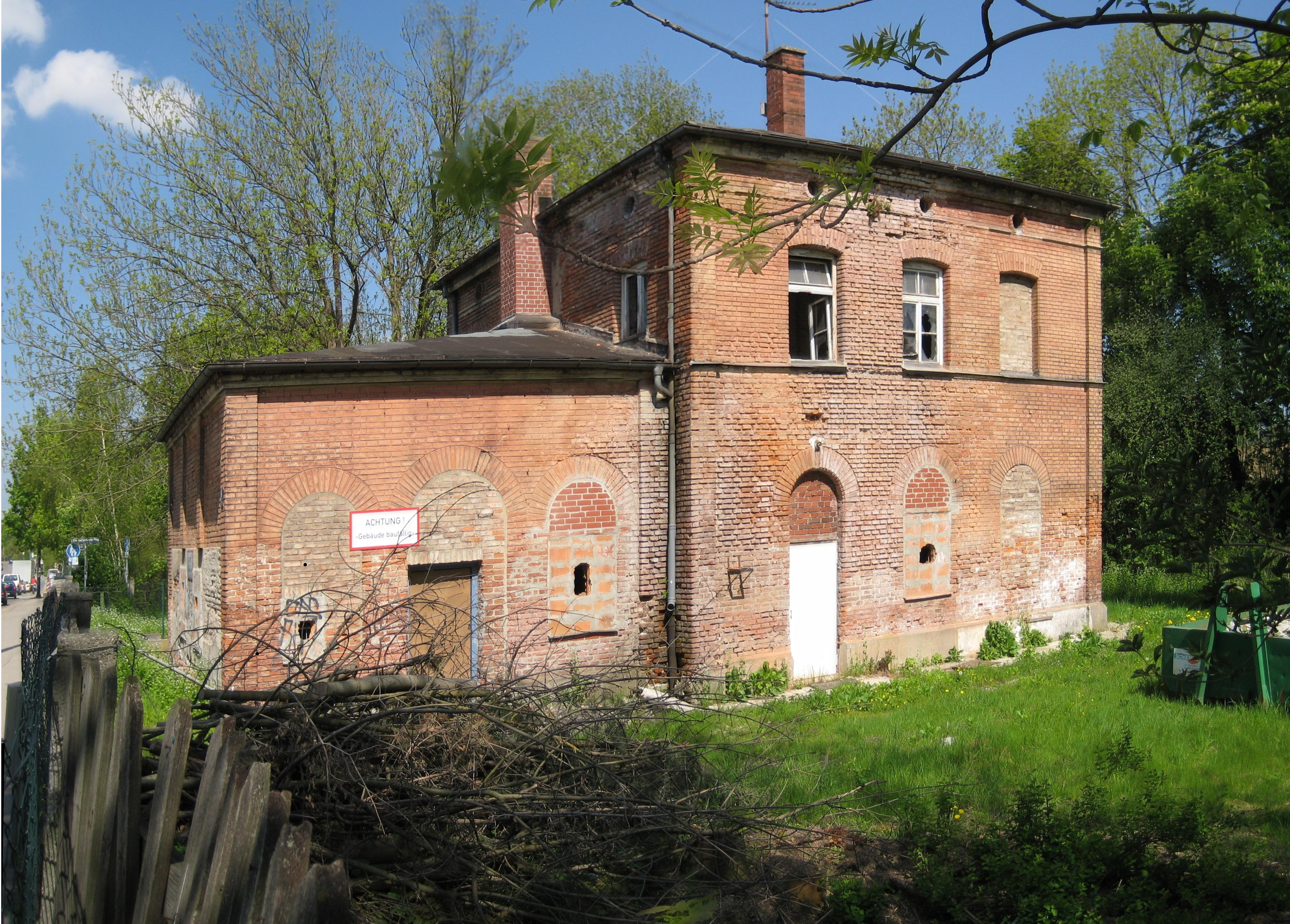
尚未改造为餐厅的旧水泵房(2008年)

在车站区域以西位于卡夫乐大街和北绕道之间、建于1854年的旧水泵房获得了保留，如今已被改造为“泵房”餐厅。

#### 原货运站及比尔克莱因车站
在车站东侧前货运站的原址上，于2011年建成了一座占地14000㎡、三层楼高的购物中心，它包含有100多家商店、帕辛购物廊和带有650个车位的停车库，它们是由Mfi股份公司设计和建造的。在总面积为27000㎡的购物廊中，有10000㎡为住宅建筑，其中的三分之一为社会福利住房，剩余部分则分布有餐饮及服务设施。历史悠久的比尔克莱因车站进行了修复，并作为咖啡厅和餐厅对公众开放。紧邻奥芬巴赫大街东侧的是一个作为铁路及北绕道噪音控制设施的写字楼，而原铁路件货房则将被改造成一个艺术及文化中心。帕辛车站至弯头之间提供有一条供行人及单车使用的林荫大道。这条被称为“帕辛林荫道（Passeo-Promenade）”的道路正在研究延长，以便于通往帕辛的地铁延长线相连。